# Cesena FC
Cesena Football Club, zkráceně jen Cesena je italský fotbalový klub hrající v sezóně 2024/25 ve 2. italské fotbalové lize sídlící ve městě Cesena v regionu Emilia-Romagna.
Klub byl založen 21. dubna 1940 jako Associazione Calcio Cesena. Klub v roce v sezoně 2017/18 dostal penalizaci -15 bodů za finanční dluhy. Po sezoně zanikl. Pro novou sezonu 2018/19 se spojil ASD Romagna Centro a vznikl klub nový - ASD Romagna Centro Cesena.
Nejvyšší soutěž hrál v sezonách 1973/74 až 1976/77, 1981/82 až 1982/83, 1987/88 až 1990/91, 2010/11 až 2011/12 a 2014/15. Největší úspěch je 6. místo v sezoně 1975/76.

## Změny názvu klubu
- 1940/41 – 2017/18 – AC Cesena (Associazione Calcio Cesena)
- 2018/19 – ASD RC Cesena (Associazione Sportiva Dilettantistica Romagna Centro Cesena)
- 2019/20 – Cesena FC (Cesena Football Club)

## Získané trofeje

### Vyhrané domácí soutěže
- 3. italská liga ( 4x )

1967/68, 1997/98, 2008/09, 2023/24
- 4. italská liga ( 3x )

1940/41, 1959/60, 2018/19

## Účast v ligách
| Úroveň soutěže | Název soutěže (nynější název) | První hraná sezona | Poslední hraná sezona | celkem odehraných sezon |
| -------------- | ----------------------------- | ------------------ | --------------------- | ----------------------- |
| 1              | Serie A                       | 1973/74            | 2014/15               | 13                      |
| 2              | Serie B                       | 1945/46            | 2024/25               | 34                      |
| 3              | Serie C                       | 1941/42            | 2023/24               | 26                      |
| 4              | Serie D                       | 1951/52            | 2018/19               | 5                       |
| 5              | Eccellenza                    | 1957/58            | 1957/58               | 1                       |

Historická tabulka Serie A od sezony 1929/30 do 2023/24.
| Celkové místo | Odehraných sezon | Celkem bodů | Celkem zápasů | Celkem výher | Celkem remíz | Celkem proher | Celkové skore |
| ------------- | ---------------- | ----------- | ------------- | ------------ | ------------ | ------------- | ------------- |
| 40            | 13               | 338         | 426           | 80           | 159          | 187           | 364:570       |

## Fotbalisté

### Historické statistiky
| Počet utkání | Počet utkání         | Počet utkání |  | Počet branek | Počet branek      | Počet branek |
| Pořadí       | Jméno                | Počet        |  | Pořadí       | Jméno             | Počet        |
| 1.           | Giampiero Ceccarelli | 591          |  | 1.           | Dario Hübner      | 86           |
| 2.           | Adriano Piraccini    | 427          |  | 2.           | Massimo Agostini  | 75           |
| 3.           | Giuseppe De Feudis   | 303          |  | 3.           | Emiliano Salvetti | 50           |
| 4.           | Gianluca Leoni       | 256          |  | 4.           | Giancarlo Magnani | 42           |
| 5.           | Giancarlo Oddi       | 256          |  | 5.           | Renato Ronconi    | 40           |

### Rekordní přestupy
| Nákup  | Nákup           | Nákup     | Nákup    | Nákup          |  | Prodej | Prodej               | Prodej    | Prodej   | Prodej         |
| Pořadí | Jméno           | sezona    | klub     | částka         |  | Pořadí | Jméno                | sezona    | klub     | částka         |
| 1.     | Éder            | 2011/2012 | Brescia  | 5 mil. Euro    |  | 1.     | Luca Valzania        | 2015/2016 | Atalanta | 7,7 mil. Euro  |
| 2.     | Marco Rossi     | 2011/2012 | Parma    | 4 mil. Euro    |  | 2.     | Emanuele Giaccherini | 2011/2012 | Juventus | 7,25 mil. Euro |
| 3.     | Moussa Koné     | 2020/2021 | Atalanta | 3,65 mil. Euro |  | 3.     | Grégoire Defrel      | 2015/2016 | Sassuolo | 7 mil. Euro    |
| 4.     | Marco Parolo    | 2009/2010 | Chievo   | 3,5 mil. Euro  |  | 2.     | Stefano Sensi        | 2015/2016 | Sassuolo | 5,25 mil. Euro |
| 5.     | Antonino Ragusa | 2015/2016 | Janov    | 2,5 mil. Euro  |  | 3.     | Luka Krajnc          | 2015/2016 | Janov    | 5 mil. Euro    |

## Na velkých turnajích

### Účastníci Mistrovství světa
- Walter Schachner (MS 1982)
- Davor Jozić (MS 1990)
- Martin Petráš (MS 2010)

### Účastníci Mistrovství Evropy
- Ruggiero Rizzitelli (ME 1988)
- Hörður Magnússon (ME 2016)

### Účastník Copa America
- Luis Jiménez (CA 2011)

### Účastník Olympijských her
- Davor Jozić (OH 1988)

## Česká stopa

### Hráč
- Daniel Pudil (2012)